# Pacifische draakvis
De Pacifische draakvis (Rhinochimaera pacifica) is een vis uit de familie langneusdraakvissen. De vis komt voor in de Indische Oceaan en Grote Oceaan op diepten van  191m to 1290 m, maar wordt meestal aangetroffen onder de 700 m. De vis kan een maximale lengte bereiken van 130 cm.